# Dysmesus orytes
Dysmesus orytes är en mångfotingart som beskrevs av Chamberlin 1944. Dysmesus orytes ingår i släktet Dysmesus och familjen storjordkrypare. Inga underarter finns listade i Catalogue of Life.